# Владислав Козебродський
Владислав Козебродський (пол. Władysław Koziebrodzki; 29 червня 1839, Колодіївка — 13 лютого 1893, ХлопичіПідкарпатське воєводство) — польський граф, драматург і письменник. Посол до Галицького краєвого сейму IV, V i VI каденції (1877—1893)

## Життєпис
Народився у родині Адама і Матильди із Загурських. 1857 року закінчив Технологічний Інститут в Кракові. Закінчував свою освіту в Парижі, коли спалахнуло польське повстання 1863 року. Козебродський поспішив на батьківщину, але був там арештований, а після звільнення жив у Швейцарії, де надрукував кілька брошур політичного змісту: «Być albo nie być», «Со robić?», «Galicyja i Austryja» та інші.
У 1867 році оселився у своїх маєтках під Краковом. На літературну ниву Козебродскій виступив в журналах з низкою повістей, романів і критичних нарисів, найпопулярнішими з яких були драми: «Po śliskiéj drodze» (1868), «Klaudyja» (1871), але особливо одноактні п'єси: «Pokusa», «Balowe rękawiczki», «Po ślubie», «Zakochana para», «Zawierucha» «W jesieni», «Celina».